# Neurigona
Neurigona is een vliegengeslacht uit de familie van de slankpootvliegen (Dolichopodidae).

## Soorten
- N. abdominalis (Fallen, 1823)
- N. aestiva Van Duzee, 1913
- N. albospinosa Van Duzee, 1913
- N. aldrichii Van Duzee, 1913
- N. arcuata Van Duzee, 1913
- N. australis Van Duzee, 1913
- N. biflexa Strobl, 1909
- N. bivittata Van Duzee, 1913
- N. californica Harmston, 1972
- N. carbonifer (Loew, 1869)
- N. ciliata Van Duzee, 1913
- N. cilimanus Van Duzee, 1924
- N. cilipes (Oldenberg, 1904)
- N. deformis Van Duzee, 1913
- N. dimidiatus (Loew, 1861)
- N. disjuncta Van Duzee, 1913
- N. dobrogica Parvu, 1996
- N. erichsoni (Zetterstedt, 1843)
- N. flava Van Duzee, 1913
- N. floridula Wheeler, 1899
- N. fuscalaris Harmston, 1968
- N. georgianus Harmston and Knowlton, 1963
- N. kesseli Hendrickson, 1961
- N. lateralis (Say, 1829)
- N. lienosa Wheeler, 1899
- N. lineata (Oldenberg, 1904)
- N. maculata Van Duzee, 1913
- N. nigrimanus Van Duzee, 1930
- N. nigritibalis Robinson, 1964
- N. nitida Van Duzee, 1913
- N. nubifera (Loew, 1869)

- N. ornata Van Duzee, 1930
- N. pallida (Fallen, 1823)
- N. pectoralis Van Duzee, 1913
- N. perbrevis Van Duzee, 1913
- N. perplexa Van Duzee, 1913
- N. planipes Van Duzee, 1924
- N. quadrifasciata (Fabricius, 1781)
- N. rubellus (Loew, 1861)
- N. scutitarsis Robinson, 1970
- N. smithi Robinson, 1970
- N. spiculifera Robinson, 1970
- N. suturalis (Fallen, 1823)
- N. tarsalis Van Duzee, 1913
- N. tenuis (Loew, 1864)
- N. terminalis Van Duzee, 1924
- N. torrida Harmston, 1951
- N. transversa Van Duzee, 1913
- N. tridens Van Duzee, 1913
- N. unicolor Oldenberg, 1916
- N. valgusa Harmston and Rapp, 1968
- N. viridis Van Duzee, 1913
- N. zionensis Harmston and Knowlton, 1942